# UEFISCDI
Unitatea Executivă pentru Finanțarea Învățământului Superior, a Cercetării, Dezvoltării și Inovării (UEFISCDI) este o instituție publică aflată în subordinea Ministerului Educației Naționale.
UEFISCDI asigură realizarea de studii ce fundamentează procesul de repartizare a fondurilor alocate de la bugetul de stat al României pentru universități. De asemenea, coordonează din punct de vedere administrativ o serie de programe și subprograme din Planul Național de Cercetare, Dezvoltare, Inovare. UEFISCDI organizează competiții și monitorizează implementarea proiectelor finanțate.
Este o instituție prestigioasă, recunoscută pe plan național și internațional, fiind membră a World Futures Studies Federation (organizație neguvernamentală globală, partener al UNESCO), Active and Assisted Living Programme (Joint Program al Comisiei Europene) și European Association of Research and Technology Organisations (asociație internațională non-profit).

## Conducere
UEFISCDI este condusă de un director general. În prezent, această funcție este deținută de Adrian Curaj, profesor universitar, expert/ consultant în proiecte de cercetare-dezvoltare, fost ministru al educației în guvernul Cioloș.
UEFISCDI funcționează potrivit Ordonanței Guvernului nr. 62/1999 aprobată cu modificări prin Legea nr. 150/2000, cu modificările și completările ulterioare.

## Resurse
În cadrul unor proiecte strategice implementate de-a lungul timpului, UEFISCDI a dezvoltat o serie de platforme, precum ERRIS, Study in Romania, BrainMap sau Registrul Educațional Integrat (REI), care contribuie la internaționalizarea învățământului superior și a cercetării românești.

### ERRIS
ERRIS (Engage in the Romanian Research Infrastructure System) este o platformă online gratuită, creată din surse publice deschise, găzduită de UEFISCDI, care conecteaza infrastructura de cercetare cu potențialii beneficiari - fie că e vorba de cercetători, instituții publice sau antreprenori.
ERRIS cuprinde cca 1400 de infrastructuri vizibile pe hărțile interactive puse la dispoziție, precum și peste 19.000 de echipamente de cercetare, încărcate de utilizatori. Proiectul este o resursă importantă și notabilă cu privire la activitatea de cercetare din România.
În opinia unuia dintre experții care au lucrat la acest proiect, ERRIS este ca un Facebook al infrastructurilor de cercetare: “Pe baza programului CEEX și a programelor de cercetare cu utilizatori multipli s-au cumpărat enorm de multe echipamente. Cu tristețe am constatat că au devenit proprietatea individuală a cuiva, închise într-un birou, iar gradul lor de utilizare este foarte redus. ANCS a investit enorm în infrastructura de cercetare și, dacă nu o facem vizibilă, investiția va fi pierdută. Pornind de la această realitate am hotărât să creăm o modalitate simplă prin care colegii cercetători din țară și din străinătate să cunoască ce fel de infrastructuri avem și mai ales ce pot ele oferi. Așa a apărut ERRIS. Scopul acestei platforme este de a ne face să cooperăm, conectând infrastructurile cu oameni interesați să le utilizeze. ERRIS e un fel de facebook pentru infrastructuri, un facebook of things”

### Brainmap
BrainMap este o platformă online creată de UEFISCDI, în care centralizează date despre cercetătorii implicați în proiecte derulate în România. Datele sunt gratuite, și pot fi accesate de către utilizatori, pentru a vedea unde există cercetători cu activități similare, precum și cum pot fi găsite oportunități de colaborare în mediul de cercetare și inovare din România. 
Platforma reunește peste 17.000 de conturi de cercetători - cu date utile pentru zone de Cercetare, Inovare și Antreprenoriat. Accesul la platformă permite acces la informații despre parteneri pentru alte proiecte (printr-un motor de căutare special), informații despre alte proiecte și surse de finanțare pentru cercetare, date despre tendințe în cercetare etc.

### Study in Romania
Study in Romania promovează învățământul superior românesc la nivel global, contribuind la atragerea studenților naționali și internaționali în programe de studiu din oferta educațională a universităților românești. Este o bază de date cu ofertele educaționale ale mediului universitar românesc, iar datele sunt constant actualizate an de an. Date sunt, de asemenea, publice si gratuite. 

### REI - Registrul Educațional Integrat
Registrul Educațional Integrat este o platformă care oferă acces la parcursul educațional al unei persoane, prin interconectarea sistemelor de gestiune din sectorul educațional. Prin intermediu REI se accesează Registrul Matricol Unic, platformă care asigură gestiunea integrată a datelor privind studenții universităților de stat și particulare din România.